# مارک ویتهید
مارک ویتهید (انگلیسی: Mark Whitehead; ۱۴ فوریهٔ ۱۹۶۱ – ۶ ژوئیهٔ ۲۰۱۱) دوچرخه‌سوار اهل ایالات متحده آمریکا بود. وی در بازی‌های المپیک تابستانی ۱۹۸۴ شرکت کرده است.